# Юнацька збірна Німеччини з футболу (U-17)
Юнацька збірна Німеччини з футболу (U-17) — національна футбольна збірна Німеччини, що складається із гравців віком до 17 років. Керівництво командою здійснює Футбольний союз Німеччини. До зміни формату юнацьких чемпіонатів Європи у 2001 році функціонувала як збірна до 16 років.
Головним континентальним турніром для команди є Юнацький чемпіонат Європи з футболу (U-17), успішний виступ на якому дозволяє отримати путівку на Чемпіонат світу (U-17). Також може брати участь у товариських і регіональних змаганнях.

## Виступи на міжнародних турнірах

### Юнацький чемпіонат світу (U-17)
| - 1991 : чвертьфіналіст - 1993 : не кваліфікувалася - 1995 : перший етап - 1997 : 4-те місце - 1999 : перший етап - 2001 : не кваліфікувалася - 2003 : не кваліфікувалася - 2005 : не кваліфікувалася | - 2007 : третє місце - 2009 : чвертьфіналіст - 2011 : третє місце - 2013 : не кваліфікувалася - 2015 : 1/8 фіналу - 2017 : чвертьфіналіст - 2019 : не кваліфікувалася - 2021 : чемпіонат не проводився - 2023 : чемпіон |

### Юнацький чемпіонат Європи (U-17)
|  | - 2002 : чвертьфіналіст - 2003 : не кваліфікувалася - 2004 : не кваліфікувалася - 2005 : не кваліфікувалася - 2006 : 4-те місце - 2007 : 5-те місце - 2008 : не кваліфікувалася - 2009 : чемпіон - 2010 : не кваліфікувалася |  | - 2011 : віцечемпіон - 2012 : віцечемпіон - 2013 : не кваліфікувалася - 2014 : груповий етап - 2015 : віцечемпіон - 2016 : півфіналіст - 2017 : півфіналіст - 2018 : груповий етап - 2019 : груповий етап |